# Herbert Tigerschiöld

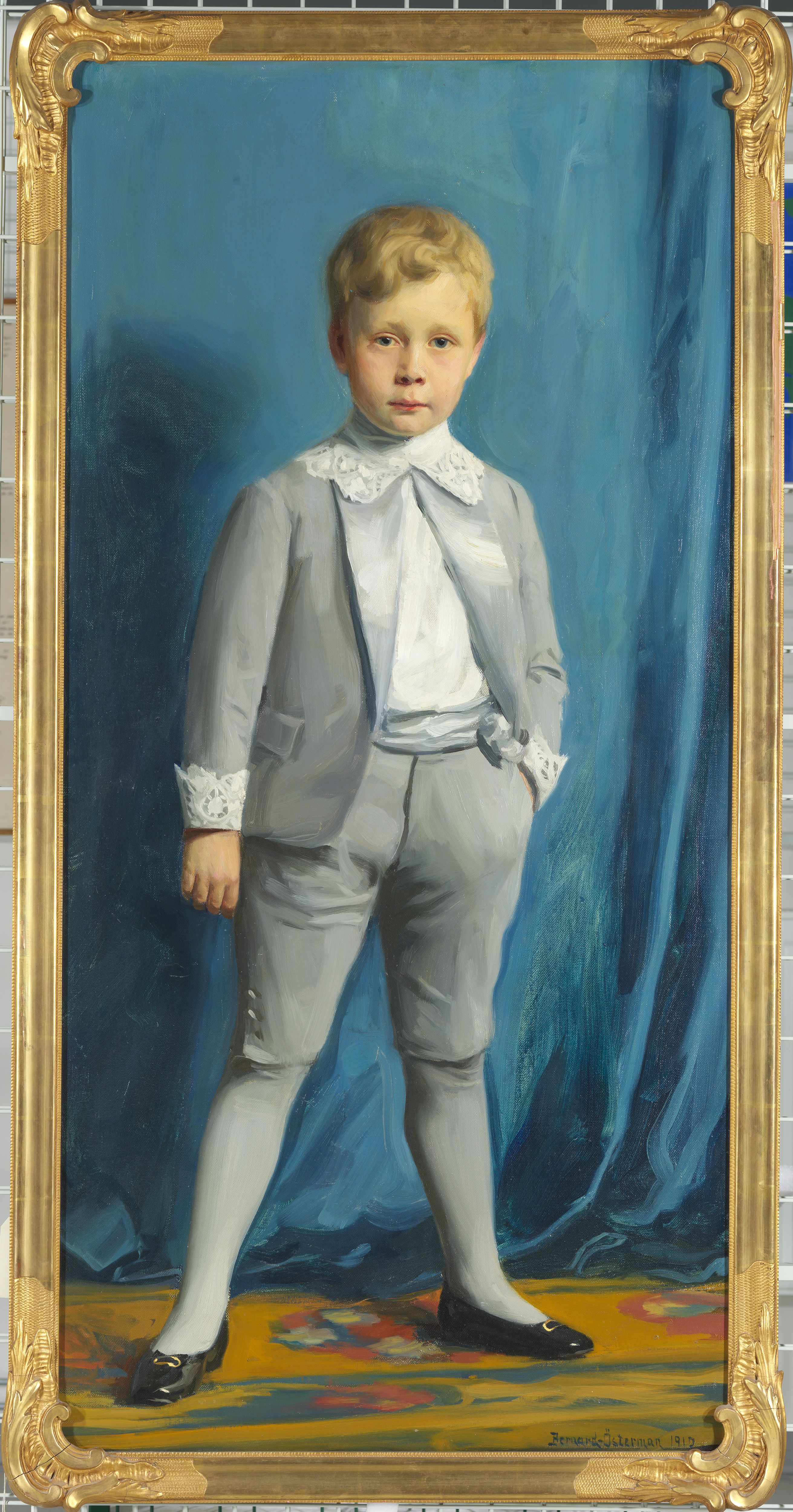
Porträtt på Herbert Tigerschiöld som barn, av Bernhard Österman.

Karl Edvard Herbert Tigerschiöld, född den 16 mars 1905 i Södertälje, död den 12 oktober 1983 i Stockholm, var en svensk biblioteksman. Han var son till Ernst Tigerschiöld.
Tigerschiöld avlade filosofisk ämbetsexamen vid Uppsala universitet 1927 och filosofie licentiatexamen där 1933. Han blev extra ordinarie amanuens vid Göteborgs stadsbibliotek 1939, amanuens vid Uppsala universitetsbibliotek 1940, extra ordinarie andre bibliotekarie vid Chalmers tekniska högskola 1943 och förste bibliotekarie där 1946. Han var överbibliotekarie 1964–1970. Tigerschiöld var ledamot av styrelsen för Göteborgs museum 1950–1958. Han blev riddare av Nordstjärneorden 1962.